# Taenaris charonides
Taenaris charonides är en fjärilsart som beskrevs av Otto Staudinger 1894. Taenaris charonides ingår i släktet Taenaris och familjen praktfjärilar. Inga underarter finns listade i Catalogue of Life.